# 긴가 유카리
긴가 유카리(일본어: 近賀 ゆかり, 1984년 5월 2일 ~ )는 일본의 여자 축구 선수이다.

## 국가대표팀 경력
2002년 FIFA U-19 세계 여자 축구 선수권 대회에 출전했다.
그녀는 2005년 3월 29일 오스트레일리아과의 경기에서 일본 국가대표팀에 데뷔했다. 3번의 FIFA 여자 월드컵, 2번의 하계 올림픽에도 출전했다. 2011년 FIFA 여자 월드컵 우승, 2015년 FIFA 여자 월드컵 준우승, 2012년 하계 올림픽 은메달 획득에 기여. 그녀는 2016년까지 국제 A매치 100경기에 출전, 5득점을 넣었다.

## 통계
| 일본 | 일본 | 일본 |
| 연도 | 출전 | 득점 |
| ---- | ---- | ---- |
| 2005 | 1    | 0    |
| 2006 | 2    | 0    |
| 2007 | 16   | 0    |
| 2008 | 18   | 1    |
| 2009 | 3    | 1    |
| 2010 | 15   | 2    |
| 2011 | 17   | 0    |
| 2012 | 15   | 1    |
| 2013 | 1    | 0    |
| 2014 | 4    | 0    |
| 2015 | 5    | 0    |
| 2016 | 3    | 0    |
| 통산 | 100  | 5    |